# Acordulecera montserratensis
Acordulecera montserratensis – gatunek błonkówki z rodziny Pergidae.

## Taksonomia
Gatunek ten został opisany w 2005 roku przez Davida Smitha. Holotyp (samica) został odłowiony na wyspie Montserrat na wysokości 193 m n.p.m.

## Zasięg występowania
Małe Antyle, znany z wysp Montserrat, Dominiki i Saint Kitts.